# 11219 Benbohn
11219 Benbohn è un asteroide della fascia principale. Scoperto nel 1999, presenta un'orbita caratterizzata da un semiasse maggiore pari a 2,3603163 UA e da un'eccentricità di 0,1478056, inclinata di 0,63494° rispetto all'eclittica.